# أريغارون جذري
أريغارون جذري (الاسم العلمي:Erigeron radicatus) هو نوع من النباتات يتبع جنس الأريغارون من الفصيلة النجمية.